# 응우옌코안
응우옌코안(베트남어: Nguyễn Khoan / 阮寬 완관)은 베트남 십이사군 중 한 사람이다. 칭호는 응우옌타이빈(베트남어: Nguyễn Thái Bình / 阮太平 완태평)이다. 삼대(三帶, 현재의 푸토성 옌락현)을 근거지로 삼았다. 옌락현의 영로사(永姥社)는 응우옌코안이 다스린 곳으로, 완가만(阮家灣)이라는 이름이 붙었다. 967년, 딘보린에게 멸망당했다.